# Första slaget vid Kuopio
Första slaget vid Kuopio var ett slag under finska kriget 1808–1809. Slaget stod mellan svenska och ryska styrkor den 12 maj 1808 vid Kuopio.

## Bakgrund
Efter segern i slaget vid Pulkkila fortsatte 5:e brigaden sin offensiv söderut och erövrade flera förråd. Därefter skulle Kuopio erövras och för att verkställa detta sändes 100 man under befäl av Carl Wilhelm Malm till Idensalmi där ytterligare 70 man anslöt. Den 10 maj fortsatte offensiven och efter att ha övermannat en rysk styrka i slaget vid Toipala framkom svenskarna i närheten av Kuopio den 11 maj, understödda av 300 bönder. Det bestämdes att bönderna skulle besätta isen och bevaka så att ryssarna inte flydde medan de svenska soldaterna delades i tre grupper med 60 man i var grupp. Dessa sattes under befäl av Johan Jacob Burman, Carl Gustaf Tavaststjerna samt Gustaf Vasili Clementeoff och skulle anfalla från väster, från norr samt från nordöst.

## Slaget
Anfallet inleddes klockan 02:00 den 12 maj med att de svenska soldaterna rusade in i staden. Hårda strider uppstod på gator, torg och i hus. Snart återstod endast en rysk styrka, vilken fanns i kanslihuset. Där lyckades ryssarna slå tillbaka alla anfall och Malm hotade då att antända byggnaden om de inte gav sig. När ett svar uteblev rusade Burman in och avlossade ett skott som sårade en man. Därefter gav sig den ryska styrkan, av vilken en stor del var sjuka.

## Följder
Som ett resultat av segern togs stora förråd och offensiven kunde fortsätta. Dock skulle det bli svårt att hålla dessa landområden och därför förbereddes ett försvar av landet vid Toivala, norr om Kuopio.